# Khướu cánh đỏ
Khướu cánh đỏ (danh pháp hai phần: Trochalopteron formosum) là một loài chim Cựu Thế giới. Trước đây chúng được đặt danh pháp là Garrulax formosus, xếp trong họ Họa mi (Timaliidae). Trong sắp xếp lại các loài chim họa mi được đề xuất gần đây, nó được đặt trong chi Trochalopteron, với danh pháp Trochalopteron formosum, thuộc họ Kim oanh (Leiothrichidae).
Bộ lông là chủ yếu là màu nâu với các khu vực lớn màu đỏ ở cánh và đuôi. Phần lông mào và tai màu xám với những vệt tối và cổ họng tối màu. Mỏ và bàn chân đen. Nó có tiếng hót lớn và kéo dài. Nó có thân dài 27 đến 28 cm. Họa mi đuôi dài có bề ngoài tương tự nhưng có một mào đỏ hung và lưng và ngực xám hơn.
Nó được tìm thấy ở phía tây nam Trung Quốc (các tỉnh Tứ Xuyên, Vân Nam và Quảng Tây) và phía tây bắc Việt Nam. Nó sống trong rừng, rừng thứ sinh, bụi rậm và các rừng tre ở độ cao 900-3000 mét trên mực nước biển. Nó là một loài chim hay lảng tránh người, sống theo cặp hoặc nhóm nhỏ tại khu vực có độ che phủ dày đặc gần tầng thấp trong rừng. Người ta ít biết về tập tính sinh sản của loài nhưng mùa sinh sản của chúng ở Trung Quốc diễn ra trong tháng Sáu và tháng Bảy.
Đã có một số ghi chép về loài này ở đảo Man từ năm 1995 sau khi một số cá thể chim thoát khỏi tình trạng nuôi nhốt. Chúng đã nhân giống trong tự nhiên từ năm 1996 nhưng vẫn chưa được coi là đã thiết lập quần thể.